# Hedesunda distrikt
Hedesunda distrikt är ett distrikt i Gävle kommun och Gävleborgs län. Distriktet ligger omkring Hedesunda i södra Gästrikland. 

## Tidigare administrativ tillhörighet
Distriktet inrättades 2016 och utgörs av en del av området som Gävle stad omfattade till 1971, delen som före 1969 utgjorde Hedesunda socken.
Området motsvarar den omfattning Hedesunda församling hade 1999/2000.

## Tätorter och småorter
I Hedesunda distrikt finns två tätorter och fem småorter.

### Tätorter
- Berg
- Hedesunda

### Småorter
- Finnböle
- Kågbo
- Landa
- Ålbo
- Österbyggebo